# 拉春斯科耶水庫
拉春斯科耶水庫是白俄羅斯的水庫，位於奧什米揚卡河流域，由格羅德諾州負責管轄，海拔高度147.1米，長6.9公里、寬0.8公里，面積1.5平方公里，集水區面積840平方公里，湖岸線長度13.8公里，平均水深1.6米，最大水深4.4米。